# ويلي دونهام
ويلي دونهام (بالإنجليزية: Wiley Dunham)‏ هو لاعب كرة قاعدة أمريكي، ولد في 30 يناير 1877 في بيكيتون في الولايات المتحدة، وتوفي في 16 يناير 1934 في كليفلاند في الولايات المتحدة.

## وصلات خارجية
- ويلي دونهام على موقعبيزبول رفرنس.كوم (الدوري الرئيسي) (الإنجليزية)